# Casa dei combattenti del ghetto

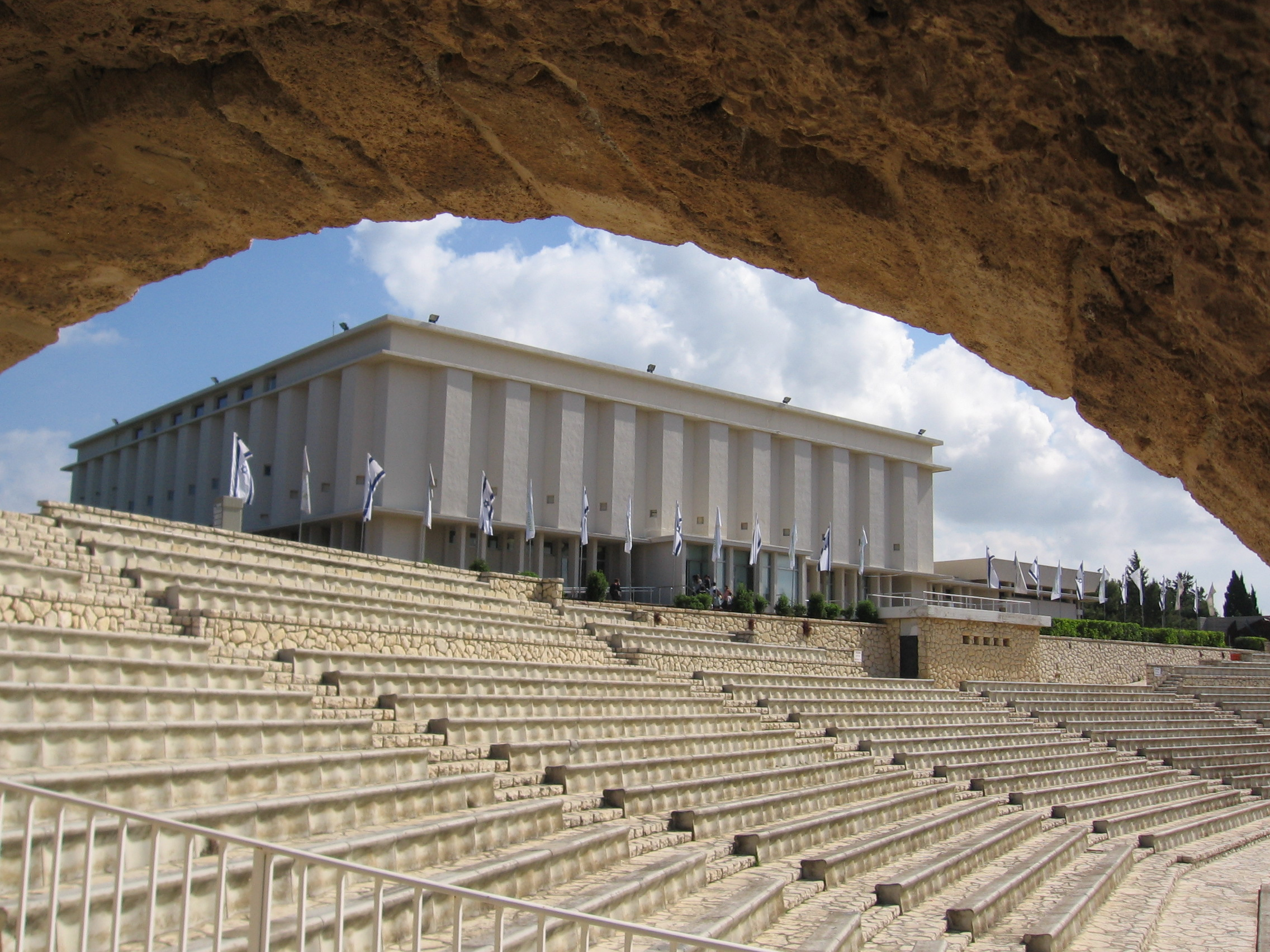
Casa dei combattenti del ghetto

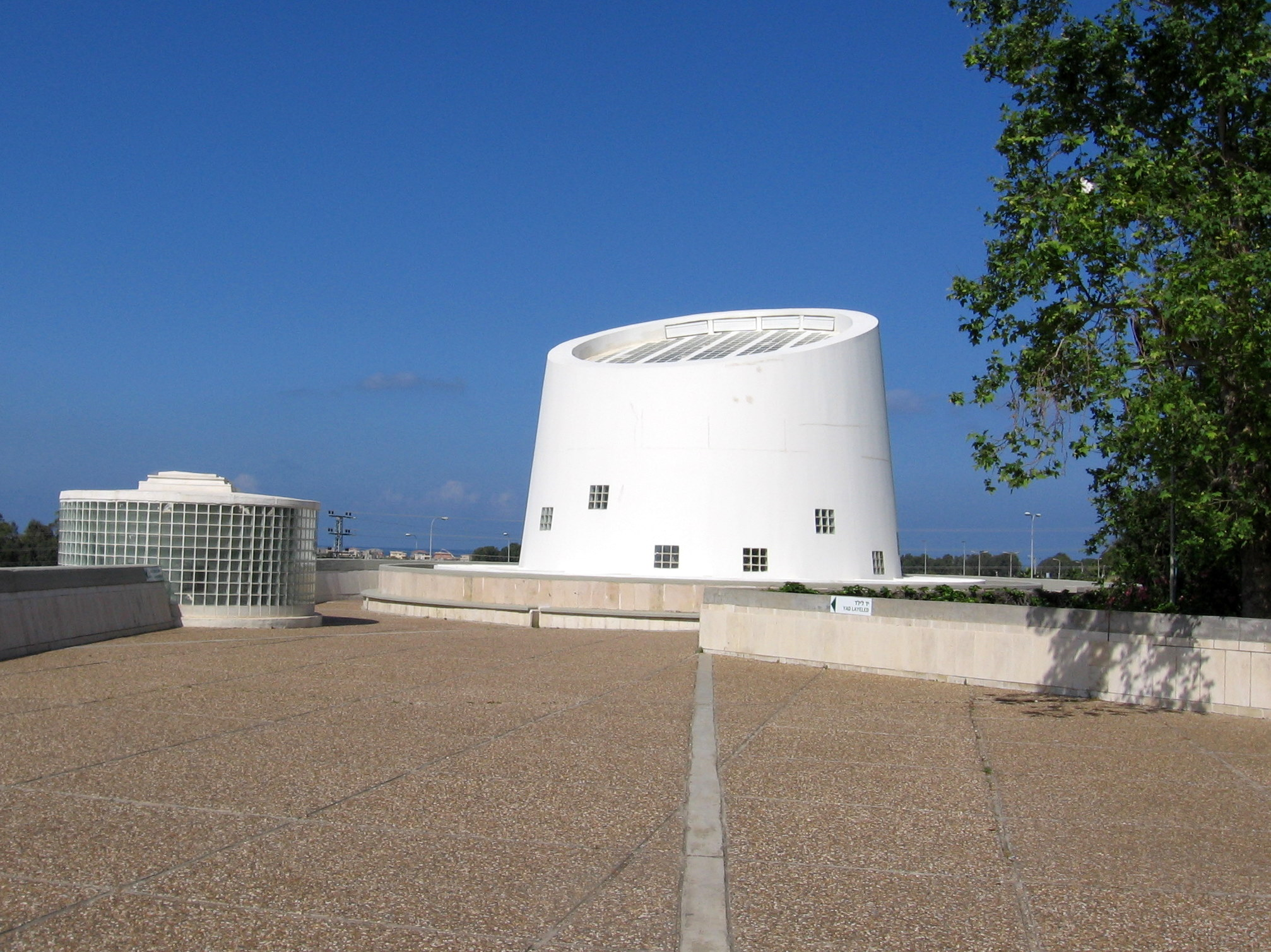
Il Museo dei Bambini di Yad LaYeled

La Casa dei combattenti del ghetto (in ebraico: בית לוחמי הגטאות, Beit Lohamei Ha-Getaot; in inglese: Ghetto Fighters' House, nome completo Itzhak Katzenelson Holocaust and Jewish Resistance Heritage Museum, Documentation and Study Center) si trova in Galilea, sulla strada costiera tra Acri e Nahariya. È stata fondata nel 1949 dai membri del Kibbutz Lohamei Hagetaot, una comunità di sopravvissuti all'Olocausto, tra cui i combattenti della resistenza del ghetto e le unità partigiane. Il museo prende il nome da Itzhak Katzenelson, un poeta ebreo morto ad Auschwitz.
La Casa dei combattenti del ghetto è il primo museo al mondo che commemora l'Olocausto e l'eroismo ebraico. Rappresenta la più alta espressione dell'impegno dei suoi fondatori per l'educazione all'Olocausto in Israele e nel mondo. Il museo racconta la storia del popolo ebraico nel XX secolo, in particolare durante la Seconda Guerra Mondiale e l'Olocausto. Al centro della narrazione c'è l'individuo e le molte espressioni della resistenza ebraica nei ghetti, nei campi di concentramento e nella lotta partigiana.
Le associazioni Friends of GFH sono attive in Israele, Francia, Austria e Stati Uniti.

## Dipartimenti e attività
- Mostre museali
- Visite guidate (per gruppi in ebraico e altre lingue)
- Il Centro Studi Zivia e Yitzhak "Antek" Zuckerman (struttura per seminari di uno, due e tre giorni)
- Il museo e memoriale per bambini Yad LaYeled, che racconta la storia dei bambini durante l'Olocausto ai bambini dei nostri giorni
- L'International Book-Sharing Project, che utilizza i libri per bambini sull'Olocausto per favorire il dialogo e la comprensione
- Il Centro di educazione umanistica
- Archivi (documenti, fotografie, manufatti, collezione d'arte, registrazioni e altro)
- Biblioteca e sala di consultazione (risorse e assistenza per ricercatori, educatori e studenti)
- Dipartimento di ricerca sull'Olocausto degli ebrei sovietici
- Dipartimento delle pubblicazioni